# Trisuloides contaminata
Trisuloides contaminata är en fjärilsart som beskrevs av Max Wilhelm Karl Draudt 1937. Trisuloides contaminata ingår i släktet Trisuloides och familjen Pantheidae. Inga underarter finns listade i Catalogue of Life.